# دهستان جابرانصار
جابرانصار، دهستانی است از توابع بخش مرکزی شهرستان آبدانان در استان ایلام ایران.

## جمعیت
براساس سرشماری سال ۱۳۸۵ جمعیت آن ۴٬۵۲۷ نفر (۹۱۰ خانوار) بوده‌است.